# Potrero de Adentro
Potrero de Adentro är en ort i Mexiko.   Den ligger i kommunen Soledad de Graciano Sánchez och delstaten San Luis Potosí, i den centrala delen av landet, 400 km nordväst om huvudstaden Mexico City. Potrero de Adentro ligger 1 857 meter över havet och antalet invånare är 156.
Terrängen runt Potrero de Adentro är en högslätt. Runt Potrero de Adentro är det tätbefolkat, med 591 invånare per kvadratkilometer. Närmaste större samhälle är San Luis Potosí, 5,8 km sydväst om Potrero de Adentro. Runt Potrero de Adentro är det i huvudsak tätbebyggt.